# جیخاشکاری
جیخاشکاری (به لاتین: Jikhashkari) یک منطقهٔ مسکونی در گرجستان است که در سامگرلو-زمو سوانتی واقع شده‌است.